# イギリス領インド洋地域の旗

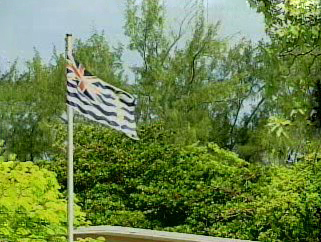
ディエゴガルシア島に掲揚されているイギリス領インド洋地域の旗。アメリカ海軍支援施設が発表しているビデオより

イギリス領インド洋地域の旗（イギリスりょうインドようちいきのはた）は1990年11月8日、同地域の発足25周年を機に、エリザベス2世女王の勅許に基づき制定された。
左上にはユニオンジャックがあるところはブルー・エンサインをもとにした他のイギリスの海外領土の旗と似ているが、ユニオンジャック以外の部分はすべて青一色ではなく、青と白の交互の波模様になっている。右の中央にはイギリス領インド洋地域の紋章ではなく、同地域のシンボルであるヤシの木と王冠が描かれている。イギリス海外領土の旗の伝統を破って波模様を入れた理由は明らかではない。
女王の勅許は、地域を統治する弁務官の旗としてのものであり、地域の半公式の旗となっている。チャゴス諸島最大の島ディエゴガルシア島は1966年以降アメリカ合衆国に貸与され海軍・空軍基地となっており、基地建設に伴い諸島内の住民は1973年までにすべて強制退去させられた。現在、同地域にいるのはアメリカ軍およびイギリス軍の軍人であり、民間人は同地域に立ち入ることはできないため、この旗が実際に使われているかどうかは確認できない。ただし、ディエゴガルシア島のアメリカ海軍支援施設が発表しているビデオではこの旗が掲揚されている場面がある。また、ロンドンのイギリス外務英連邦省に事務所を置く同地域の弁務官はこの旗を使用していることが確認されている。

?縦横比2:3の別タイプ
?1990年までの旗